# Bretanja
 Ovo je glavno značenje pojma Bretanja. Za francusku regiju (administrativnu jedinicu) pogledajte Bretanja (francuska regija).
Bretanja (francuski: Bretagne, predložak) poluotok je, povijesna država i kulturna regija na zapadu Francuske, koja zauzima zapadni dio onoga što je bilo poznato kao Armorica tijekom razdoblja rimske vladavine. Bilo je to neovisno kraljevstvo, zatim vojvodstvo, prije nego što se ujedinilo s Kraljevinom Francuskom 1532. kao pokrajina kojom je upravljala zasebna nacija pod jednom krunom.
Naziv Manja ili Mala Britanija također se koristi za Bretanju (za razliku od Velike Britanije, s kojom dijeli etimologiju). Sjeverno od Bretanje je La Manche, na sjeveroistoku je Normandija, na jugoistoku je dolina Loire, na jugu je Biskajski zaljev, a na zapadu su Keltsko more i Atlantski ocean. Bretanja se prostire na površini od 34.023 km².
U Bretanji se nalazi jedna od najstarijih svjetskih arhitektura, dom Bernena, tumulusa Saint Michela i drugih, koji datiraju s početka 5. tisućljeća pr. Kr. Danas je povijesna pokrajina Bretanja podijeljena na pet departmana: Finistère na zapadu, Côtes d'Armor na sjeveru, Illes et Villeneuve na sjeveroistoku, Morbihan na jugu i Loire- Atlantique na jugoistoku.
Prema popisu stanovništva iz 2010., povijesna Bretanja imala je procijenjeno 4.475.295 stanovnika. Od toga je 71% živjelo u regiji Bretanja, dok je 29% živjelo u departmanu Loire-Atlantique. Najveća gradska područja u 2017. bila su: Nantes (972.828), Rennes (733.320) i Brest (321.364). Bretanja je tradicionalna domovina Bretonaca i jedna od šest keltskih nacija, koja je zadržala poseban kulturni identitet koji odražava njezinu povijest. Nacionalistički pokret traži veću autonomiju unutar Francuske.

## Vanjske poveznice
|  | Zajednički poslužitelj ima još gradiva o temi Bretanja |